# Damien Touya
Damien Touya, född den 23 april 1975 i La Rochelle, Frankrike, är en fransk fäktare som bland annat tog OS-guld i herrarnas lagtävling i sabel i samband med de olympiska fäktningstävlingarna 2004 i Aten.